# Giocatore d'azzardo
Giocatore d'azzardo (The Gambler from Natchez) è un film del 1954 diretto da Henry Levin.

## Trama
Un soldato di ritorno dalla vita militare scopre che il padre, giocatore d'azzardo per professione, è stato ucciso. La versione ufficiale vuole che sia morto per i colpi di un giocatore dilettante che lo ha sorpreso a barare. Lo stupore del figlio, che protesta l'onestà del padre, non basta a far muovere la polizia per ulteriori indagini, tanto più che dispongono di prove. Il ragazzo così, insieme al proprietario di una barca e a sua figlia tenterà di riabilitare il nome del padre.